# Elizabeth Hand
Elizabeth Hand (n. 29 de marzo de 1957) es una escritora estadounidense. 

## Biografía
Hand se crio en Yonkers y Pound Ridge, en el estado de Nueva York. Estudió Teatro y Antropología en la Universidad Católica de América. Desde 1988, Hand ha vivido en Maine, una zona costera donde ha ambientado algunas de sus ficciones, y en Lincolnville. También vive en Camden Town (Londres), donde ambientó Mortal Love y el cuento «Cleopatra Brimstone».

## Como escritora
El primer cuento de Hand, «Prince of Flowers», se publicó en 1988 en la revista Twilight Zone y su primera novela, Winterlong, se publicó en 1990. Junto a Paul Witcover, creó la serie de de culto de DC Comics Anima. Otras obras de Hand incluyen: Aestival Tide (1992); Icarus Descending (1993); Waking the Moon (1994), con la que ganó los premios Tiptree y Mythopoeic. También escribió la novela posapocalíptica Glimmering (1997); Black Light (1999), elegido como «libro notable» por The New York Times; la novela de fantasía histórica Mortal Love (2004), también seleccionado como «libro notable», pero por The Washington Post; la novela de suspenso Generation Loss (2007) y la novela corta The Maiden Flight of McCauley's Bellerophon, ganadora del premio Mundial de Fantasía.
También ha publicado antologías, entre las que se cuentan Last Summer at Mars Hill (1998) —en la que figura la novela corta homónima, ganadora de un premio Mundial de Fantasía y Nébula— Bibliomancy (2002), ganador de un premio Mundial de Fantasía, y Saffron and Brimstone: Strange Stories, donde se encuentra el cuento ganador del Nébula, «Eco» (2006). En 2005, Mortal Love fue nominado para el premio Mundial de Fantasía, en la categoría de Literatura para adultos. Hand también ganó premios por sus cuentos de terror. Por ejemplo, «Pavane for a Prince of the Air» (2002) y «Cleopatra Brimstone» (2001) ganaron el premio International Horror Guild Award. También recibió el premio Shirley Jackson por Generation Loss y el premio Mundial de Fantasía en 2008 por Illyria.
Además, ha escrito spin offs de películas y series de televisión, entre las que se cuentan algunas novelas de Star Wars y novelizaciones de The X-Files: Fight the Future y Doce monos. También contribuyó con una novela titulada The Bride of Frankenstein: Pandora's Bride para una serie publicada por Dark Horse Comics.